# 瑞利散射

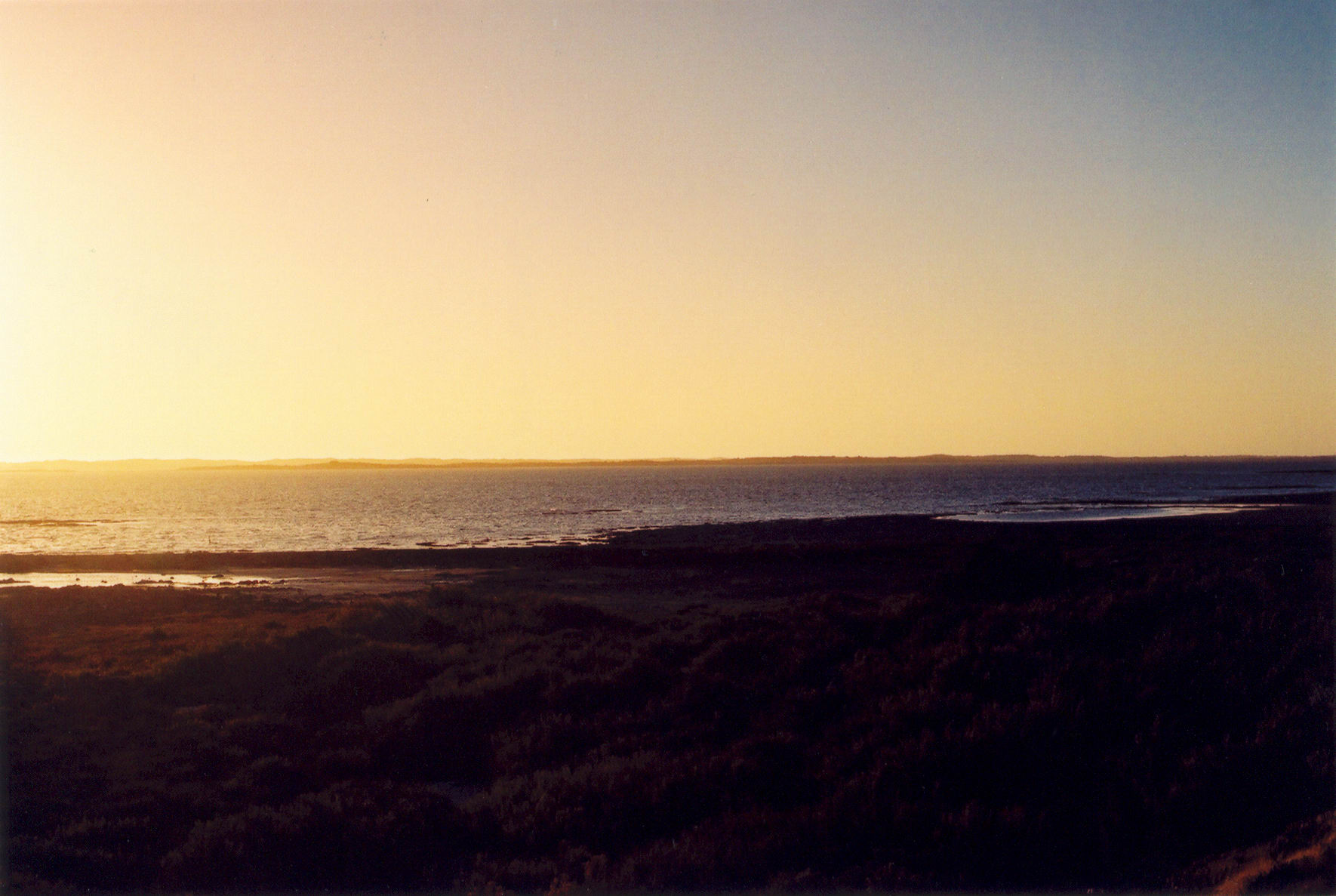
瑞利散射導致白天的天空的藍色色調和太陽在日落發紅。

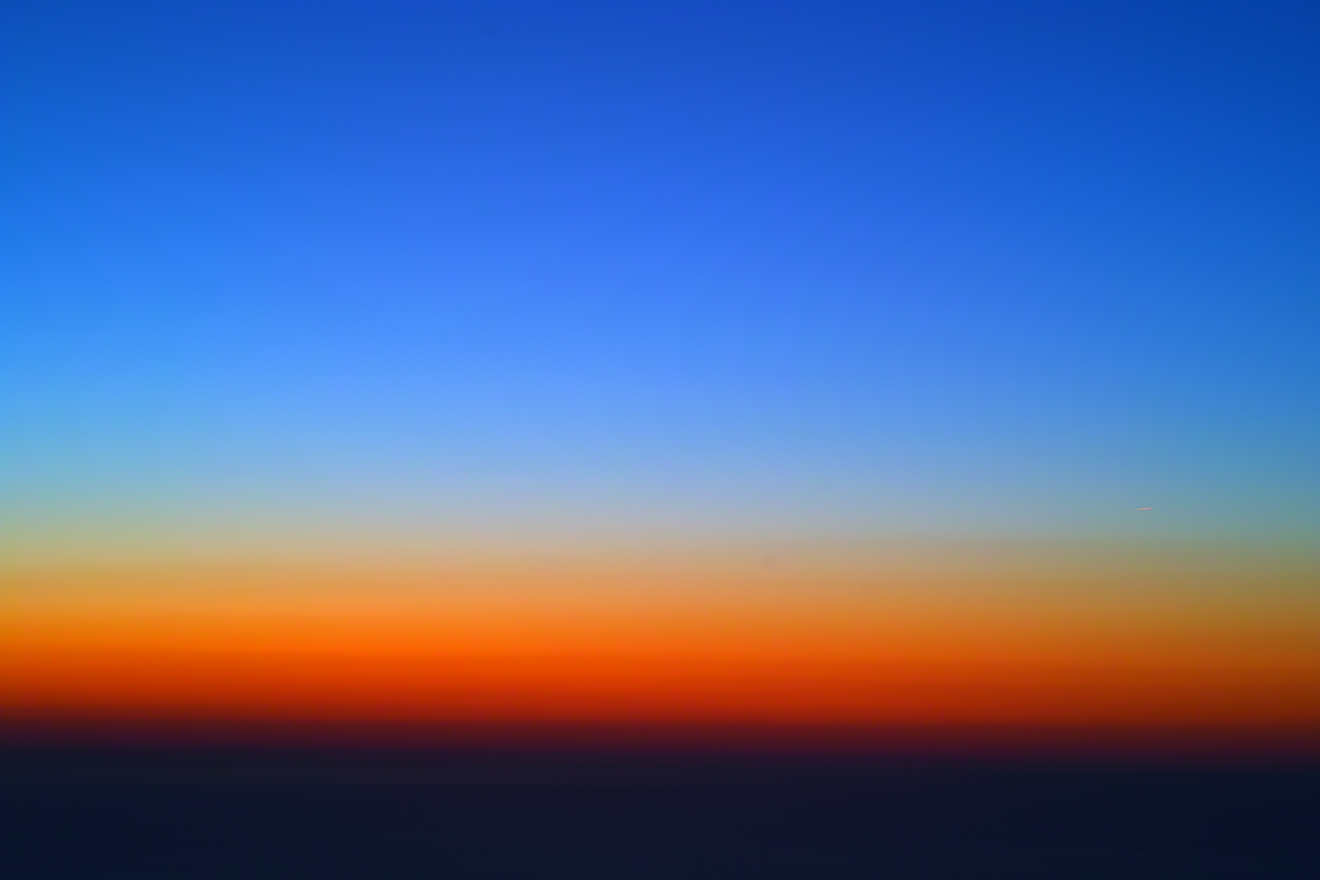
瑞利散射在日落之後更加明顯。這張照片是在日落後，大約一小時在500米海拔高度拍攝，方向对着在地平線上的太陽。

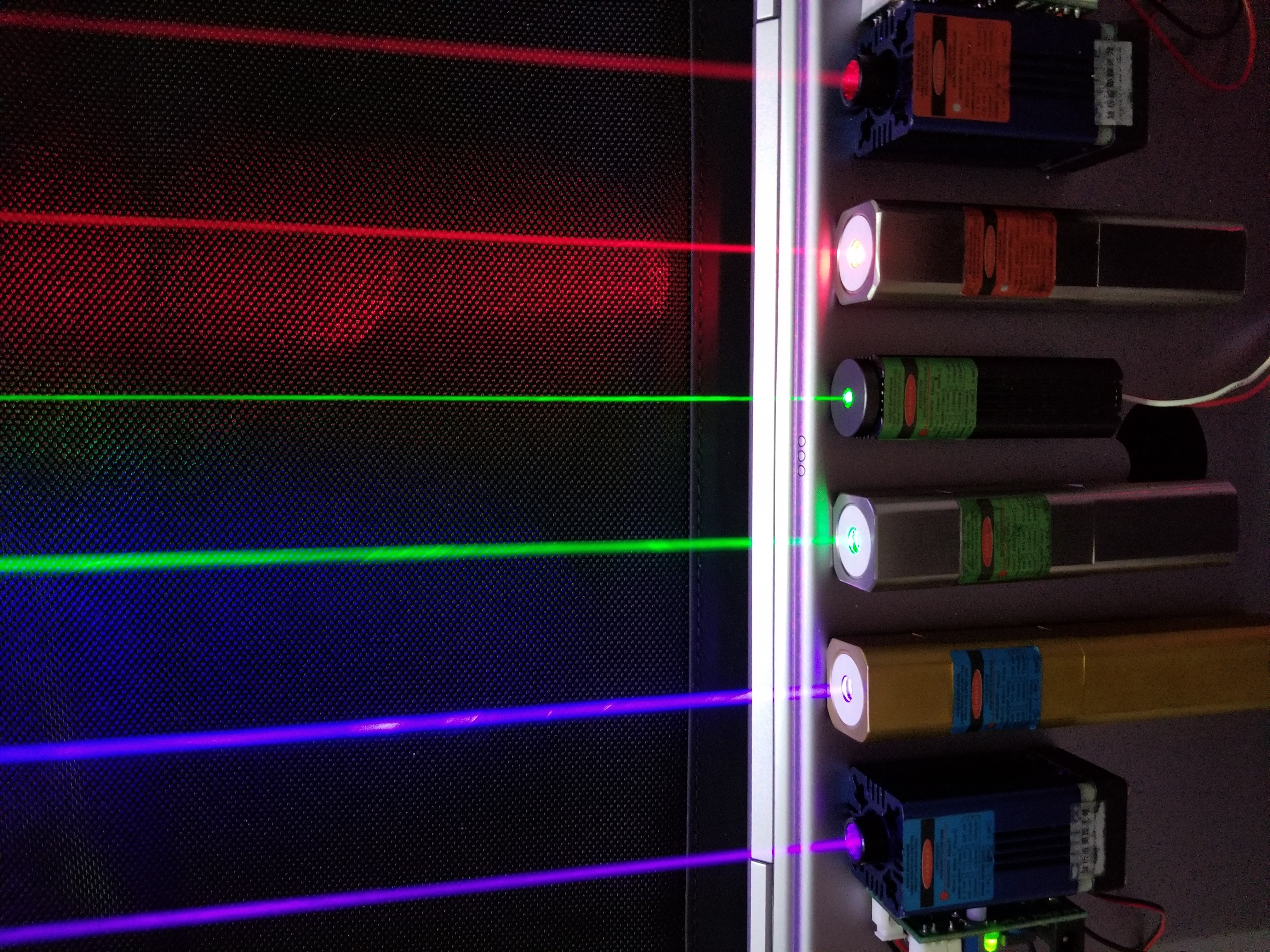
激光器的光束是可見的，部分原因是因為存在於空氣中的各種顆粒和分子的瑞利散射。

瑞利散射（英語：Rayleigh scattering），由英国物理学家第三代瑞利男爵約翰·斯特拉特（John Strutt, 3rd Baron Rayleigh）的名字命名。它是半径比光或其他電磁輻射的波长小很多的微小颗粒（例如單個原子或分子）对入射光束的散射。瑞利散射在光通過透明的固體和液體時都會發生，但以氣體最為顯著。在大氣中，太陽光的瑞利散射會導致瀰漫天空輻射，這也是天空为藍色和太陽偏黃色的原因。
瑞利散射光的強度和入射光波长λ的四次方成反比：
{\displaystyle I(\lambda )_{scattering}\propto {\frac {I(\lambda )_{incident}}{\lambda ^{4}}}}
其中{\displaystyle \scriptstyle I(\lambda )_{incident}}是入射光的光強分布函數。
因此，波長較短的藍光比波長較長的紅光更易產生瑞利散射。

## 應用

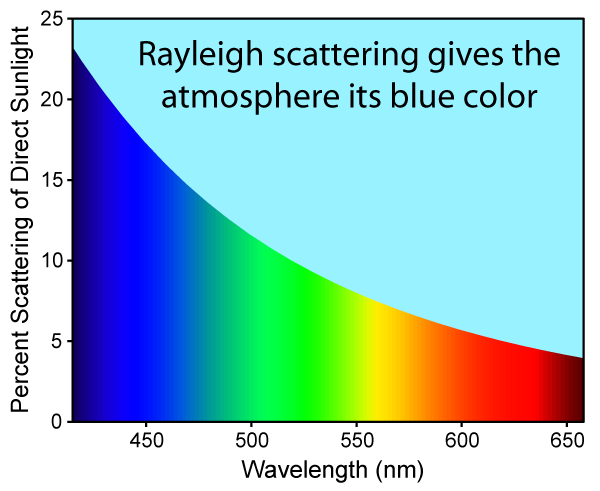
該圖顯示在大氣中，相對於紅光，藍光的散射光比例比较大。

瑞利散射適用於尺寸遠小於光波長的微小顆粒，和光學的“軟”顆粒（即其折射率接近1）。当顆粒尺度相似或大於散射光的波長时，通常是由米氏散射理論、離散偶極子近似和其它計算技術来處理。
瑞利散射可以解釋為甚麼白天的天空多為藍色。白天，尤其太陽在頭頂時，當太陽光經過大氣層時，與半徑遠小於可見光的波長的空氣分子發生瑞利散射，因為藍光比紅光波長短，瑞利散射較激烈，被散射的藍光佈滿了整個天空，從而使天空呈現藍色。而紫光雖然波長較藍光更短，散射較激烈，能量也較高，但因人眼對不同顏色的敏感度不同，以黃綠色敏感度最高，往兩邊呈鐘形分佈，換言之，人眼對藍色的敏感度遠大於紫色，所以天空看起來仍是藍色。而人所見的太陽光因為多為直射光而非散射光，所以顏色基本上未改變，仍呈現白色——波長較長的紅黃色光與波長較短的藍綠色光（少量被散射了）的混合。
瑞利散射也可以解釋為甚麼當日出或日落時，雲朵多為紅橙色。當日出或日落時，太陽幾乎在我們視線的正前方，此時太陽光在大氣中要走相對較長的路程，所看到的直射光中的藍光大量都被散射了，只剩下紅橙色的光，因此太陽附近呈現紅色，雲朵也因反射太陽光而呈現紅橙色，而天空則呈現較為昏暗的藍黑色。
事實上，月球的天空即使在白天也是黑的，便是因為其並無大氣層，缺乏瑞利散射所致。

## 推導
大氣中的分子在入射光電矢量作用下會極化，從而產生偶極輻射，輻射能流密度的平均值為
{\displaystyle \langle \mathbf {S} \rangle ={\bigg (}{\frac {\mu _{0}p_{0}^{2}\omega ^{4}}{32\pi ^{2}c}}{\bigg )}{\frac {\sin ^{2}\theta }{r^{2}}}\mathbf {\hat {r}} }。

## 瑞利非偏振散射光強度
{\displaystyle I_{0}}表示入射光強度，{\displaystyle \theta }爲入射光與散射光的夾角.
{\displaystyle I=I_{0}{\frac {8\pi ^{4}\alpha ^{2}}{\lambda ^{4}R^{2}}}(1+\cos ^{2}\theta ).}